# Ornithidium condorense
Ornithidium condorense är en orkidéart som först beskrevs av John T. Atwood, och fick sitt nu gällande namn av Mario Alberto Blanco och Isidro Ojeda. Ornithidium condorense ingår i släktet Ornithidium och familjen orkidéer.
Artens utbredningsområde är Ecuador. Inga underarter finns listade i Catalogue of Life.